# Doak Walker Award
Le Doak Walker Award est une récompense décernée annuellement depuis 1990 au meilleur running back de football américain évoluant dans la Division I FBS de la NCAA.
Il fait référence à Doak Walker, ancien joueur des Mustangs de l'Université Southern Methodist (en NCAA) et des Lions de Detroit (en NFL).
Le gagnant du trophée reçoit une sculpture représentant Doak Walker, coulée en bronze et scellée dans un socle en bois. Ce trophée a été créé par l'artiste Blair Buswell lequel a déjà sculpté le buste de plus d'une douzaine de joueurs intronisés au Pro Football Hall of Fame.

## Palmarès

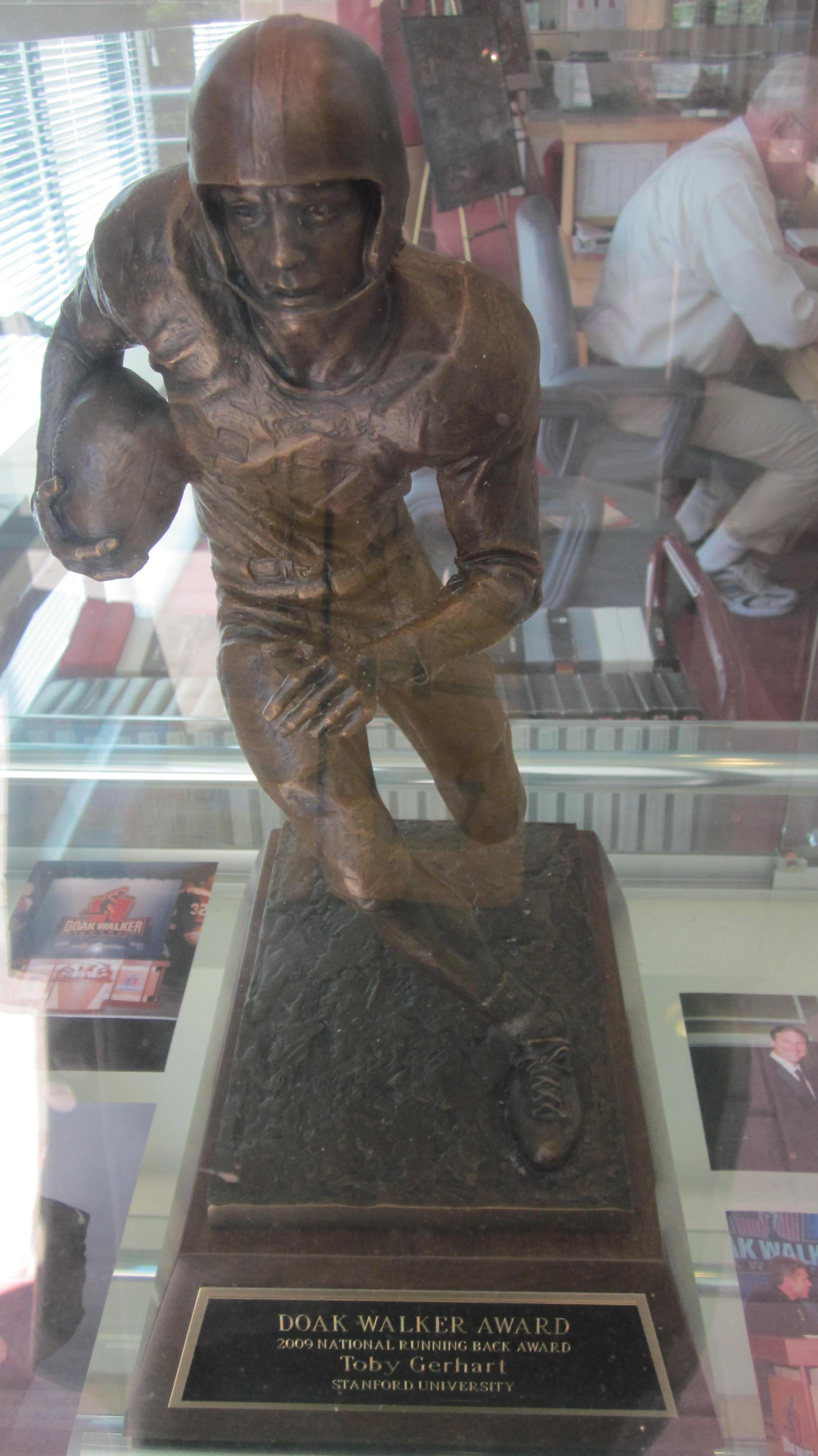
Le trophée Doak Walker reçu par Toby Gerhart en 2009 exposé dans le Hall of Fame de l'université de Stanford

| Année | Joueurs                 | Équipes                     |
| ----- | ----------------------- | --------------------------- |
| 1990  | Greg Lewis (en)         | Huskies de Washington       |
| 1991  | Trevor Cobb (en)        | Owls de Rice                |
| 1992  | Garrison Hearst (en)    | Bulldogs de la Géorgie      |
| 1993  | Byron "Bam" Morris (en) | Red Raiders de Texas Tech   |
| 1994  | Rashaan Salaam          | Buffaloes du Colorado       |
| 1995  | Eddie George            | Buckeyes d'Ohio State       |
| 1996  | Byron Hanspard (en)     | Red Raiders de Texas Tech   |
| 1997  | Ricky Williams          | Longhorns du Texas          |
| 1998  | Ricky Williams          | Longhorns du Texas          |
| 1999  | Ron Dayne (en)          | Badgers du Wisconsin        |
| 2000  | LaDainian Tomlinson     | Horned Frogs de TCU         |
| 2001  | Luke Staley (en)        | Cougars de BYU              |
| 2002  | Larry Johnson           | Nittany Lions de Penn State |
| 2003  | Chris Perry (en)        | Wolverines du Michigan      |
| 2004  | Cedric Benson           | Longhorns du Texas          |
| 2005  | Reggie Bush             | Trojans de l'USC            |
| 2006  | Darren McFadden         | Razorbacks de l'Arkansas    |
| 2007  | Darren McFadden         | Razorbacks de l'Arkansas    |
| 2008  | Shonn Greene (en)       | Hawkeyes de l'Iowa          |
| 2009  | Toby Gerhart (en)       | Cardinal de Stanford        |
| 2010  | LaMichael James (en)    | Ducks de l'Oregon           |
| 2011  | Trent Richardson        | Crimson Tide de l'Alabama   |
| 2012  | Montee Ball             | Badgers du Wisconsin        |
| 2013  | Andre Williams (en)     | Eagles de Boston College    |
| 2014  | Melvin Gordon           | Badgers du Wisconsin        |
| 2015  | Derrick Henry           | Crimson Tide de l'Alabama   |
| 2016  | D'Onta Foreman (en)     | Longhorns du Texas          |
| 2017  | Bryce Love (en)         | Cardinal de Stanford        |
| 2018  | Jonathan Taylor         | Badgers du Wisconsin        |
| 2019  | Jonathan Taylor         | Badgers du Wisconsin        |
| 2020  | Najee Harris            | Crimson Tide de l'Alabama   |
| 2021  | Kenneth Walker III      | Spartans de Michigan State  |
| 2022  | Bijan Robinson          | Longhorns du Texas          |
| 2023  | Ollie Gordon II (en)    | Cowboys d'Oklahoma State    |
| 2024  | Ashton Jeanty           | Broncos de Boise State      |

## Statistiques par équipes
| Équipes                     | Nombre |
| --------------------------- | ------ |
| Badgers du Wisconsin        | 5      |
| Longhorns du Texas          | 5      |
| Crimson Tide de l'Alabama   | 3      |
| Razorbacks de l'Arkansas    | 2      |
| Cardinal de Stanford        | 2      |
| Red Raiders de Texas Tech   | 2      |
| Broncos de Boise State      | 1      |
| Eagles de Boston College    | 1      |
| Cougars de BYU              | 1      |
| Buffaloes du Colorado       | 1      |
| Bulldogs de la Géorgie      | 1      |
| Hawkeyes de l'Iowa          | 1      |
| Wolverines du Michigan      | 1      |
| Spartans de Michigan State  | 1      |
| Buckeyes d'Ohio State       | 1      |
| Cowboys d'Oklahoma State    | 1      |
| Ducks de l'Oregon           | 1      |
| Nittany Lions de Penn State | 1      |
| Owls de Rice                | 1      |
| Horned Frogs de TCU         | 1      |
| Trojans de l'USC            | 1      |
| Huskies de Washington       | 1      |